# Patrizio Peci
Patrizio Peci (Ripatransone, 29 luglio 1953) è un ex brigatista e collaboratore di giustizia italiano, appartenente alle Brigate Rosse, tra le quali militava con il nome di battaglia di "Mauro" e di cui fu anche il primo pentito importante.

## Biografia
Crebbe a Ripatransone fino al 1962, poi, per motivi legati al lavoro del padre, si trasferì con tutta la famiglia a San Benedetto del Tronto. Era il maggiore di quattro fratelli: Ida, Roberto ed Eleonora. Dopo aver contribuito alla costituzione dei PAIL (Proletari armati in Lotta), entrò a far parte delle Brigate Rosse nel 1976 e, dopo un periodo iniziale a Milano, militò nella colonna "Mara Cagol" di Torino di cui divenne uno dei principali dirigenti fino al suo arresto il 20 febbraio 1980.

### Attività terroristiche
Patrizio Peci risulta aver preso parte ai seguenti delitti ed eventi:
- Il 22 aprile 1977 compì la sua prima azione assieme a Raffaele Fiore (nome di battaglia "Marcello") e a Angela Vai (nome di battaglia "Augusta"), ferendo alle gambe Antonio Munari, capo officina della FIAT, dopo averlo pedinato per settimane. L'attentato fu rivendicato il 24 aprile con un comunicato delle Brigate Rosse.
- Pedinò Ezio Mauro nel maggio 1977, sebbene poi il giornalista non sia stato colpito. A tal proposito riportò in un'intervista: "Un giorno mi presentai alla riunione di colonna con un promemoria su un giovane cronista piemontese, Ezio Mauro, proprio lui. Illustrai il suo caso, lessi alcune delle cose per nulla tenere che aveva scritto sulla Gazzetta del Popolo su di noi. Arrivò a scrivere un libro con il sindaco Diego Novelli, Vivere a Torino, in cui si faceva una mappatura abbastanza esatta delle Brigate Rosse, molto ostile nei nostri riguardi, scritto con l'ambizione di diventare un manifesto antiterrorismo. Conclusi: “Secondo me, abbiamo pronto un nuovo obiettivo. Anche relativamente facile, perché non protetto. Che vogliamo fare?”». (...). «Però i compagni mi risposero: “Adesso ci mettiamo a perdere tempo con i pesci piccoli?”. Obiettai: “Piccolo mica tanto: questo gioca a fare il duro con noi, si sente un opinion leader, influenza gli altri giornali”. Discutemmo per qualche minuto su Mauro, sul tipo di azione possibile. Ovvero se gambizzarlo. Poi un compagno che aveva più voce in capitolo di me, e che mi piacerebbe incontrare di nuovo oggi, troncò la discussione: “Per me esageri: Mauro è un pesce troppo piccolo”. So bene che Mauro potrebbe non considerarlo un complimento, ma a quanto pare, invece, sulle sue qualità ci avevo azzeccato io, e in pieno".[1]

- Il 30 giugno 1977 prese parte, assieme a Piero Panciarelli e Andrea Coi, al commando che gambizzò il geometra Franco Visca, dirigente FIAT. A sparare fu Andrea Coi, che colpì Visca anche alla milza.
- Il 25 ottobre 1977 gambizzò Antonio Cocozzello, militante della DC.
- Il 24 marzo 1978, pochi giorni dopo il sequestro di Aldo Moro, guidò un commando che gambizzò Giovanni Picco, ex sindaco democristiano di Torino.
- Prese parte al pedinamento e all'omicidio del giornalista Carlo Casalegno, assassinato per aver offeso, secondo quanto scrisse poi Peci, la memoria di alcuni membri della Rote Armee Fraktion, morti suicidi in un carcere tedesco nel 1977.

### L'arresto
Venne arrestato a Torino, assieme a Rocco Micaletto, il 20 febbraio 1980. Fu il primo pentito delle Brigate Rosse a collaborare con lo Stato e, grazie alle informazioni che fornì nella caserma dei carabinieri di Cambiano al generale Carlo Alberto dalla Chiesa, rese possibile l'individuazione del covo brigatista di via Fracchia a Genova e l'operazione che ne derivò.

#### Le convinzioni delle Brigate Rosse sull'arresto
Sulle modalità del suo arresto e sulle ragioni del suo pentimento si scatenò subito un'accesa discussione in seno alle Brigate Rosse, con risvolti tragici per la famiglia di Peci. Secondo le fonti ufficiali, Peci fu riconosciuto per caso da due carabinieri e arrestato. Una volta in carcere, sarebbe stata l'abilità del direttore a convincerlo a incontrare il generale Carlo Alberto dalla Chiesa e a rivelargli quel che sapeva riguardo all'organizzazione. Le Brigate Rosse, invece, si convinsero subito che Patrizio era stato arrestato una prima volta su precisa delazione di suo fratello Roberto, anche lui implicato nelle azioni di formazioni armate, poi rimesso in libertà per acquisire maggiori informazioni, e infine riarrestato con grande clamore mediatico.

#### L'assassinio del fratello
Sulla base di questa convinzione ed in forma di ritorsione, le Brigate Rosse sequestrarono Roberto, lo processarono, lo condannarono a morte e lo uccisero.
«Si sono presi mio fratello Roberto con l'inganno, una mattina. Lo hanno preso e sequestrato, per disperata e insensata logica di vendetta. Lo hanno rapito con un miserabile trucco, con l'obiettivo di allestire un processo farsa contro di lui e di ucciderlo. Ma in realtà lo hanno fatto solo per una feroce rappresaglia contro di me» (...). «Ogni volta che una scheggia di quella storia mi raggiunge, una ferita si riapre. Mi sono accorto solo per caso che io sono l'unico. L'unico che negli anni di piombo abbia abitato entrambi i gironi dei dannati: sia fra le vittime che fra i carnefici, sia fra chi ha amministrato la morte, sia fra chi ha conosciuto la morte, quella di una delle persone più care, quella che ti fa conoscere il senso della perdita irrevocabile».
La parte finale del "processo proletario", compresa l'esecuzione della sentenza, fu registrata in un video, andato più volte in onda anche su televisioni nazionali; il video comprende la lettura della "sentenza", ed ha in sottofondo l'Internazionale. Patrizio ha sempre smentito la convinta tesi brigatista. Nella speranza di salvare il fratello fu una sorella, durante i giorni del sequestro, a farsi carico della supposta delazione; salvo poi spiegare, ad esecuzione avvenuta, la ragione delle sue affermazioni.

### Le testimonianze e il carcere
In seguito Peci pubblicò con Giordano Bruno Guerri il libro Io, l'infame (Mondadori, 1983) in cui sono raccontati i suoi anni nelle Brigate Rosse e il successivo pentimento.
"Patrizio Peci è morto il 18 maggio del 1983. Patrizio Peci ero io. Il 18 maggio del 1983, a Torino, l'uomo conosciuto con quel nome entrava in un Tribunale di Torino per testimoniare contro i suoi ex compagni, principale teste d'accusa nel processo contro le Brigate Rosse. Fino a quel giorno ero stato un brigatista, dopo di allora divenni il più feroce nemico delle Brigate Rosse» (...). Dopo quel 1983, un nuovo Patrizio, senza più nessuna immagine pubblica, senza volto, senza legami con il suo mondo di prima - insomma io - avrebbe dovuto compiere un nuovo rito battesimale, e ricominciare la propria vita da zero".
Il libro è stato poi ripubblicato nell'ottobre 2008 dalla casa editrice Sperling & Kupfer, in un'edizione aggiornata e con l'aggiunta di una nuova parte riguardante il periodo di tempo successivo alla prima pubblicazione. Nel 1983 rilascia una intervista televisiva ad Enzo Biagi, trasmessa da Rete 4.
Fu condannato a 8 anni di reclusione il 17 febbraio 1986, assieme ad altri componenti della colonna Mara Cagol, ai quali vennero complessivamente inflitti 13 ergastoli.

### Reazioni e documentari
Peci attualmente vive in una località segreta e ha cambiato nome. Nel 2008 la TSI svizzera ha mandato in onda per la prima volta un documentario sulla figura dei fratelli Peci, girato da Luigi Maria Perotti e dal titolo L'infame e suo fratello. Nei 90 minuti di durata, il film (coprodotto da Italia e Germania), mette in risalto la figura della sorella Ida e della sua volontà di capire il perché dell'uccisione del fratello. Si ricordano anche il silenzio di allora da parte delle istituzioni e l'attività di Radio Radicale, che considerava il fratello di un terrorista come persona da salvare. Il documentario è stato mandato in onda, in Italia, all'interno del programma La storia siamo noi, nel giugno del 2008 e dalla tv tedesca Ndr, l'8 novembre 2010, con il titolo Der Verräter und sein Bruder.
Il 7 agosto 2021 debutta, in prima nazionale a Porto San Giorgio (FM), all'interno della rassegna Epos/TAU, organizzata da Amat Marche e Proscenio Teatro, lo spettacolo teatrale documentario "Fratelli. Qual doglia incombe sulla mia città?" di Edoardo Ripani. La performance mescola narrazione, documentario e installazioni pirotecniche, portando in scena la tragica vicenda dei fratelli Peci, a quarant'anni dal rapimento e dall'omicidio del fratello di Patrizio, Roberto.